# 宮部寸七翁
宮部 寸七翁（みやべ すなお、1887年1月12日 - 1926年1月30日）は、日本のジャーナリスト、俳人。

## 人物
1887年（明治20年）1月12日、熊本県下益城郡丹生宮村（現・熊本市南区城南町丹生宮）生まれ。本名逸夫、号に峻峰。熊本農業学校、早稲田大学政治経済学部卒業。九州新聞（現・熊本日日新聞）に入社し、記者として活躍するが、同社のストライキ事件に巻き込まれて退社する。九州立憲新聞を経営した後、博多毎日新聞の編集長となる。
1916年（大正5年）に結核を発病するが、この頃より句作をはじめ、『ホトトギス』などに投句する。熊本出身の女流俳人・斉藤破魔子（のちの中村汀女）に句作指導を行った。
1926年（大正15年）没。1929年（昭和4年）、吉岡禅寺洞により、「寸七翁句集」が編纂された。師匠である高浜虚子は「かくの如く佳作の多い一家の集は、きわめて稀に見るところである」と句集の序文で称賛している。「血を吐けば現も夢も冴え返る」の句を残し生涯を閉じた。